# Activision Blizzard Studios
Activision Blizzard Studios est une société de production cinématographique et une filiale de la société américaine de jeux vidéo Activision Blizzard basée à Beverly Hills, en Californie. Elle a été créée pour utiliser les franchises de jeux populaires de sa société mère à travers des films et des séries télévisées. Elle est codirigée par Stacey Sher et Nick van Dyk, ce dernier étant un ancien cadre de The Walt Disney Company.

## Histoire
Lors d'une journée de présentation des investisseurs le 6 novembre 2015, dans la foulée du long métrage Warcraft, Activision Blizzard a annoncé la création d'Activision Blizzard Studios, une filiale de production cinématographique dédiée à la création de séries télévisées et de films originaux basés sur leurs franchises de jeux vidéo. En janvier 2016, la société a annoncé que le studio serait codirigé par la productrice Stacey Sher et l'ancien dirigeant de The Walt Disney Company, Nick van Dyk,.
En 2016, la société s'est associée à Netflix pour diffuser en exclusivité son premier programme télévisé, une série animée basée sur la franchise de jeux vidéo Skylanders d'Activision, appelée Skylanders Academy,.
Également en 2016, Activision Blizzard Studios a conclu un accord de licence de contenu avec un studio de production tiers, Legendary Pictures, pour produire les suites du long métrage Warcraft, basées sur leur franchise de jeux vidéo World of Warcraft,. En avril 2017, le travail sur un film basé sur la série de jeux vidéo d'Activision Call of Duty avait généré plusieurs scripts, dans l'espoir que le tournage commencerait en 2018. La société espère également créer des films basés sur Overwatch.
Un film sur Call of Duty a été annoncé en 2015 lors de la journée des investisseurs, mais en 2020, le réalisateur Stefano Sollima a déclaré que la production du film était en pause affirmant que l'idée d'élargir l'univers de Call of Duty, n’est plus pour le moment une priorité industrielle du groupe d’Activision,.

## Productions

### Films
| Année        | Titre                        | Coproduction avec | Distribué par |
| ------------ | ---------------------------- | ----------------- | ------------- |
| À déterminer | Film Call of Duty sans titre | À déterminer      | À déterminer  |

### Télévision
| Année     | Titre              | Coproduction avec | Distribué par |
| --------- | ------------------ | ----------------- | ------------- |
| 2016-2018 | Skylanders Academy | TeamTO            | Netflix       |

### Annulé
| Année | Titre                        | Distribué par  |
| ----- | ---------------------------- | -------------- |
| 2021  | Série animée Crash Bandicoot | Amazon Studios |